# Hækmotor
En hækmotor er en motor der er monteret bag bagakslen på et køretøj. Hækmotoren kendes bedst fra f.eks. Volkswagen Type 1, Skoda's modeller fra 1964 – 1990 og næsten alle Porsche-modeller.